# Pisos Bertrand
Els Pisos Bertrand són un conjunt arquitectònic a Sant Feliu de Llobregat (Baix Llobregat), catalogat com a bé cultural d'interès local.

## Història
Van ser projectats el 1922 per l'arquitecte Gabriel Borrell i Cardona, i l'obra fou enllestida el 1925, tal com figura en una de les façanes. Va ser una iniciativa de l'industrial tèxtil Joan Bertrand i Salsas, destinada principalment als treballadors de la seva fàbrica.
El 1939, el seu fill Lluís Bertrand i Coma, gerent de Bertrand SA, va encarregar a l'arquitecte Josep Maria Jujol la reforma de l'entrada del conjunt. Jujol projectà el gran arc i arrodoní el xamfrà de l'accés a un dels blocs, permetent així el gir dels vehicles alhora que feia de lligam entre ells.

## Descripció
Es tracta d'un conjunt d'onze blocs de pisos, dels quals sis donen al carrer de Laureà Miró i els altres cinc al pati interior, anomenat passatge de Sant Joan, que era el camí d'accés a la fàbrica. Tenen quatre pisos, els tres superiors amb balcó, i són units entre ells mitjançant una estructura de celoberts entre bloc i bloc, on es situen les escales. Les obertures del darrer pis són d'arc de mig punt. Fets en formigó armat, en tot el conjunt no hi ha cap element decoratiu sobreafegit. Tan sols els balustres dels balcons, que fan joc amb les de les escales, i la motllura ondulant, una mica pronunciada, del coronament.
Projectats amb criteris higienistes, els habitatges tenen ventilació creuada i n'hi ha de dos tipus: uns amb tres dormitoris (100 m²) i els altres de dos (80 m²), tots amb bany complet, lavabo, cuina i menjador.

## Galeria

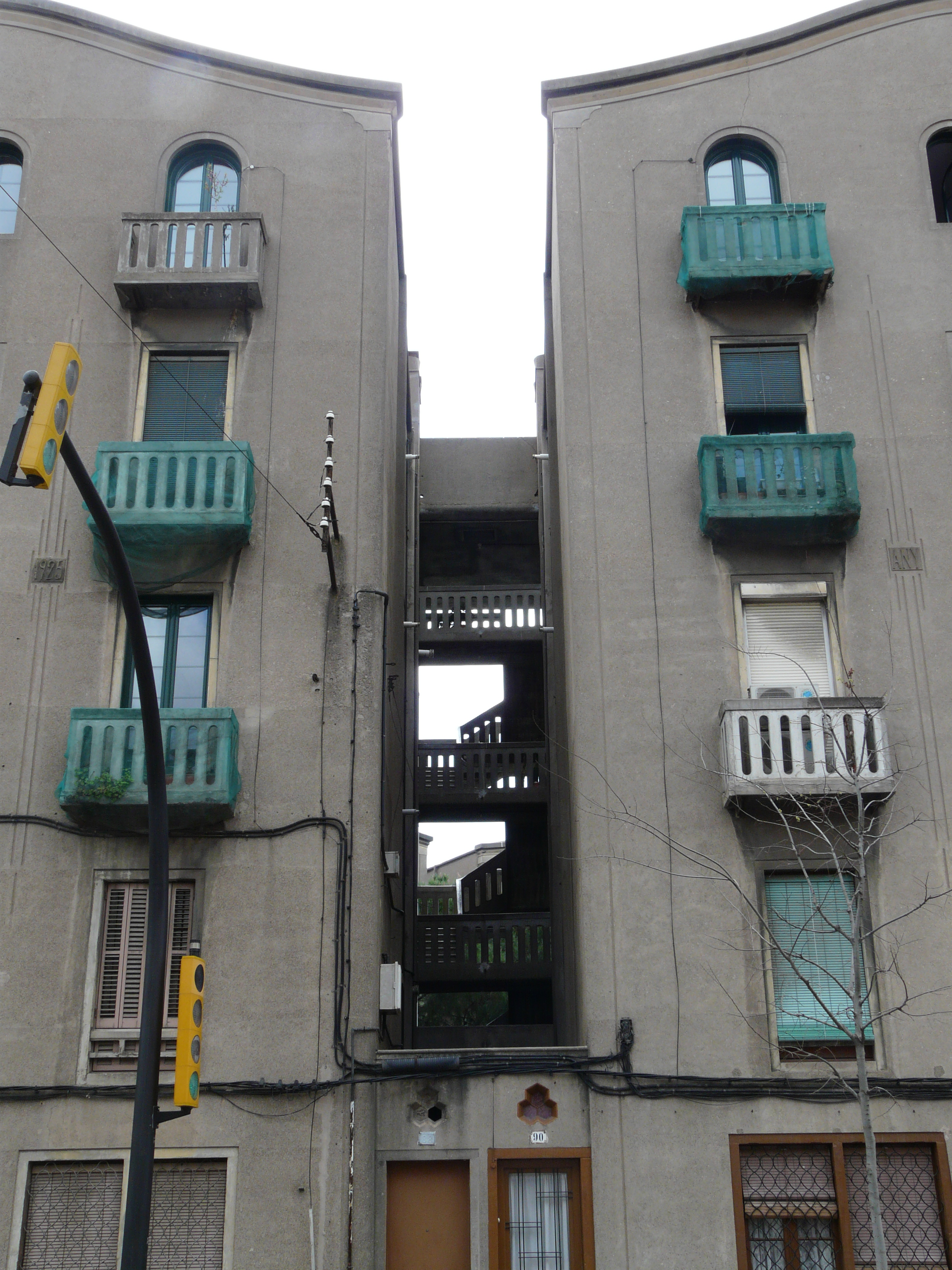
Els espais entre blocs allotgen les escales, que són descobertes, i permeten la ventilació de les habitacions que no donen a les façanes
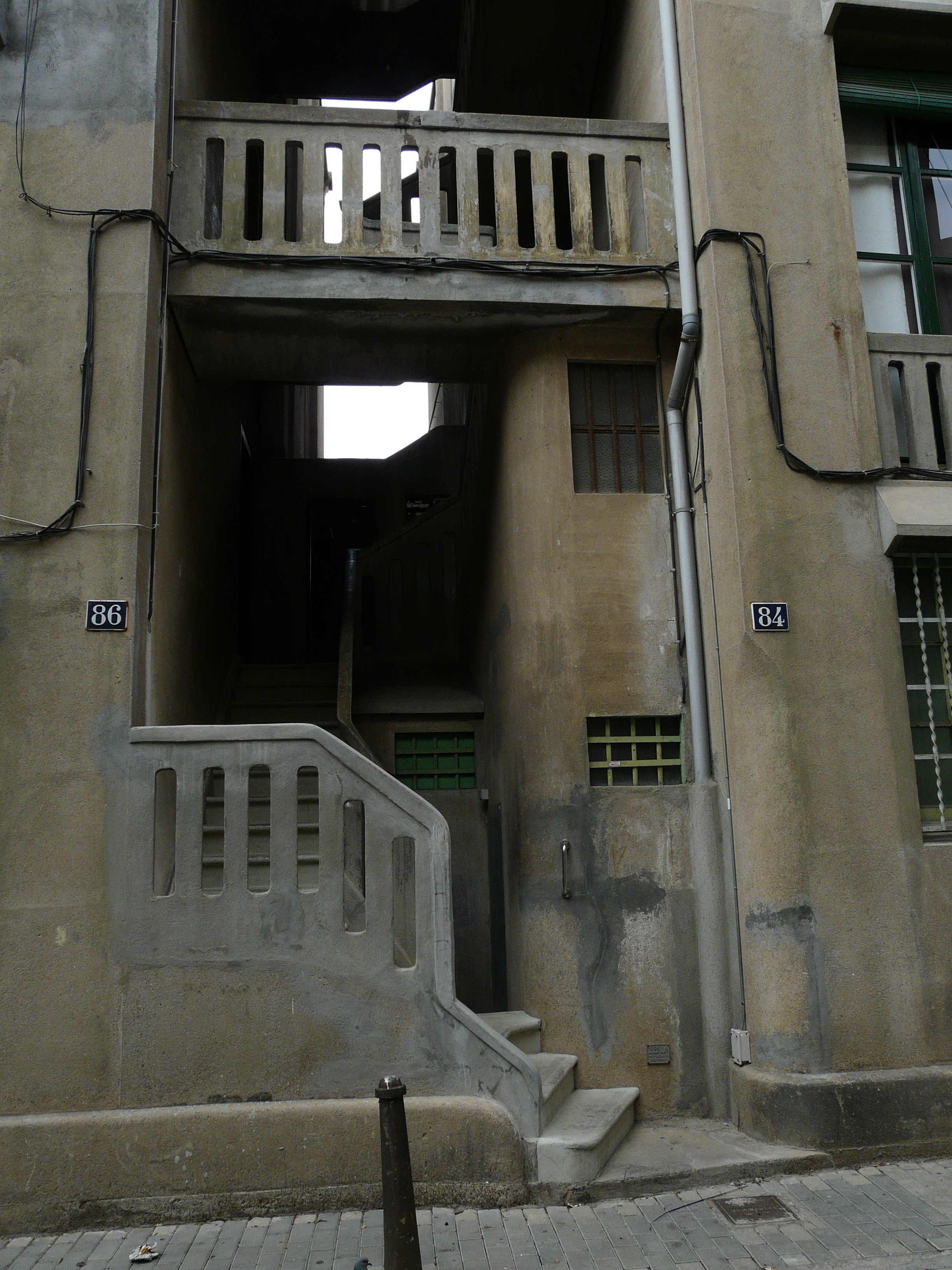
Accés a un dels blocs des del passatge de Sant Joan
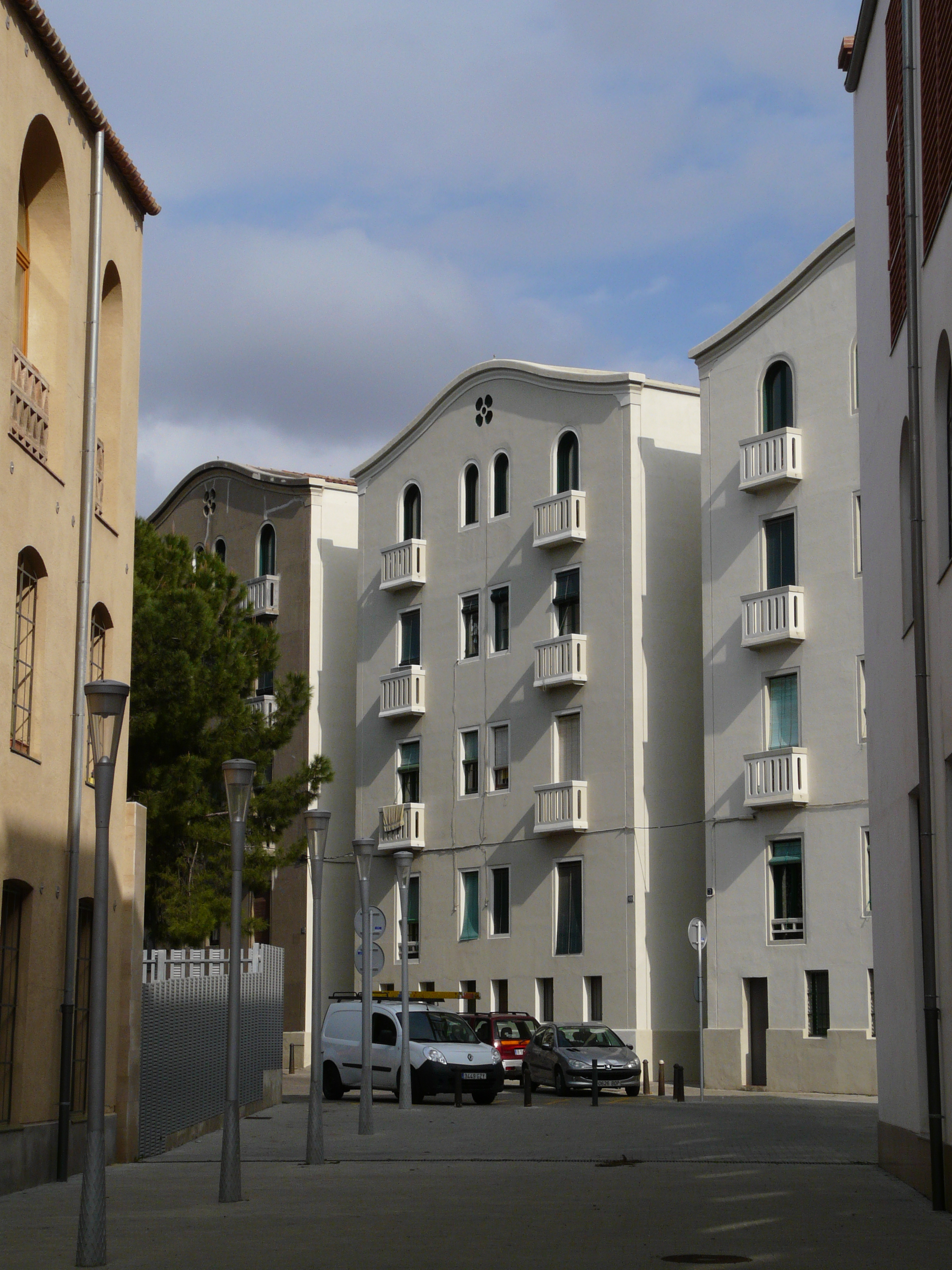
Vistos des del recinte fabril, els pisos formen la transició entre el poble i la fàbrica
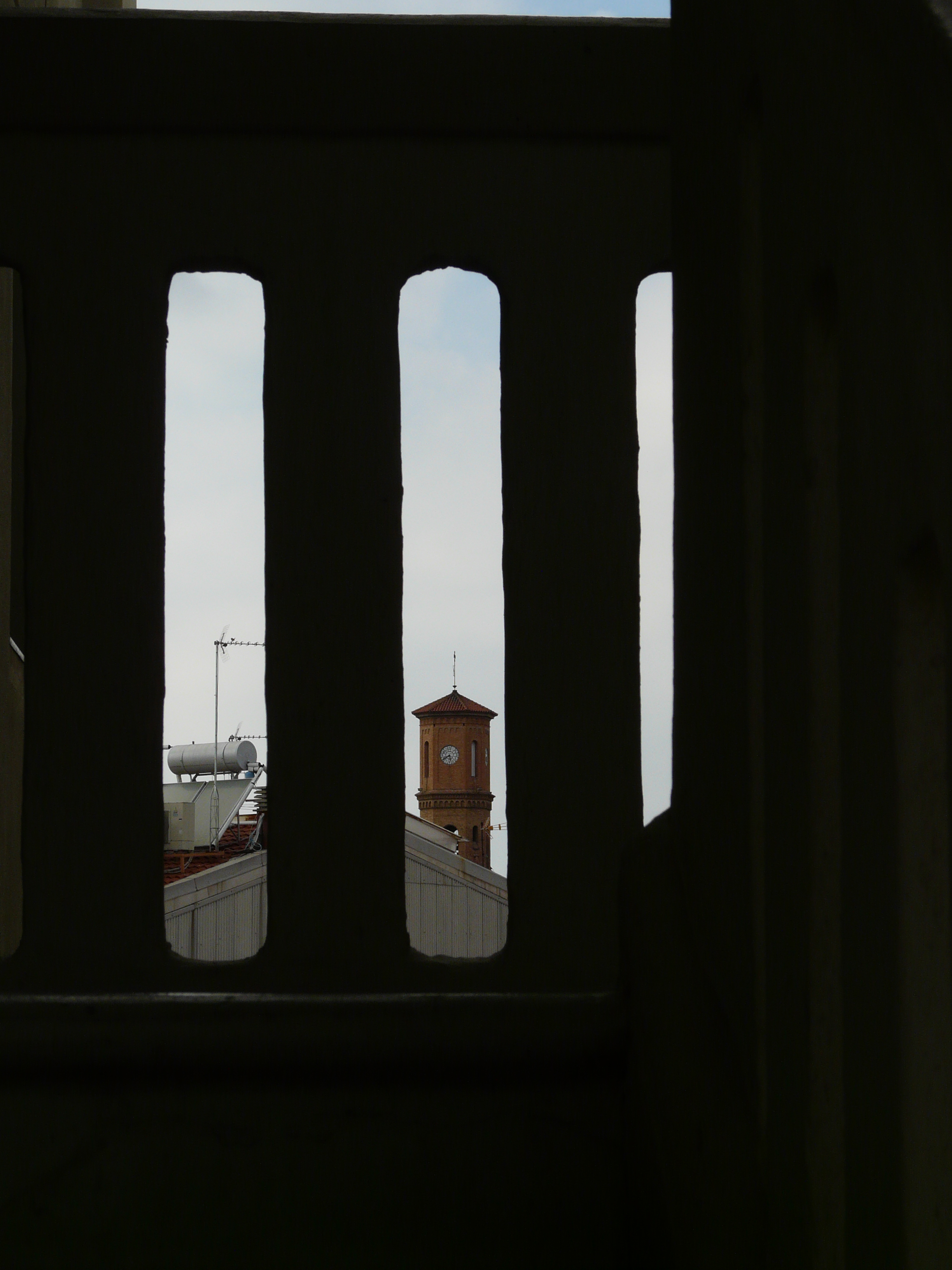
Els balustres rectilinis de balcons i escales són un dels elements decoratius característics del conjunt, altrament força auster